# Rue de Julienne
La rue de Julienne est une voie située dans le quartier Croulebarbe du 13e arrondissement de Paris.

## Situation et accès
La rue de Julienne est desservie à proximité par la ligne 7 à la station Les Gobelins.

## Origine du nom
La rue doit son nom à Jean de Jullienne (1686-1766), propriétaire d'une manufacture de draps, voisine de la Manufacture des Gobelins, qui possédait le secret des techniques de teinture en écarlate et en bleu roi sous Louis XV. Il habitait, selon l’écrivain Auguste Vitu, au no 3 rue des Gobelins.

## Historique
La rue est ouverte en 1805 sur le site de l'ancien couvent des Cordelières, comme les rues des Cordelières et Pascal. Initialement, elle finissait rue de Lourcine avant que l'ouverture du boulevard Arago, en 1859, ne fasse disparaître cette partie.

## Bâtiments remarquables et lieux de mémoire
- Les ruines du couvent des Cordelières dans les jardins de l'hôpital.
- L'hôpital Broca.